# Zigartice
Zigartice (nazývané také Mastník nebo německy Siegertsau) je zaniklá vesnice, která se nachází na obou březích Mastnického potoka na pravém břehu řeky Odry pod Zigartickým kopcem a Kozím hrbem ve vojenském újezdu Libavá v Oderských vrších (části pohoří Nízký Jeseník) v okrese Olomouc v Olomouckém kraji. Protože se místo nachází ve vojenském újezdu, je veřejnosti, mimo vyhrazené dny v roce nebo bez povolení, nepřístupné.

## Historie
Zigartice jsou poprvé písemně zmíněny jako Sigarthau v listině moravského markraběte Prokopa z roku 1394 a kupní listině z roku 1408, kdy byly součástí potštátského panství. Údajně nad vesnicí stával hrádek. Filiální kaple svatého Jana Nepomuckého byla postavena v roce 1792. Škola byla zřízena v roce 1804 a zrenovovaná v roce 1928. Vesnice měla větrný mlýn a vodní mlýn na řece Odře. Původní obyvatelstvo bylo německé a v roce 1946 bylo vysídleno. Název Mastník (podle názvu lesa položeného východně od obce) byl zaveden až v roce 1948 nebo 1949, kdy již byla vesnice téměř pustá. Vesnice byla zrušena v roce 1950 a do roku 1965 úplně zanikla.
Na hřbitově u silnice stojí kamenný památník s křížem a pamětní deskou osazenou německými rodáky v roce 1994 s českým a německým textem. Zpustlý a zarostlý hřbitov s kaplí byl v roce 2017 upraven Na pomníku je také cyrilicí psaný ruský nápis, který zřejmě pochází z dob přítomnosti sovětské armády ve vojenském prostoru.

## Další informace
U obce jsou také ruiny blízkého Plazského Mlýna na Plazském potoce. Plazský Mlýn se také někdy nesprávně nazývá Zigartický Mlýn, avšak do katastru Zigartic nepatřil. Skutečný Zigartický Mlýn se nachází až dále po proudu na řece Odře.
Zigartice jsou přístupné po silnici.
Západním směrem od Zigartic (před mostem) se nachází soutok Libavského potoka, Plazského potoka a řeky Odry.
Obvykle jedenkrát ročně může být místo a jeho okolí přístupné veřejnosti v rámci cyklo-turistické akce Bílý kámen.

## Galerie

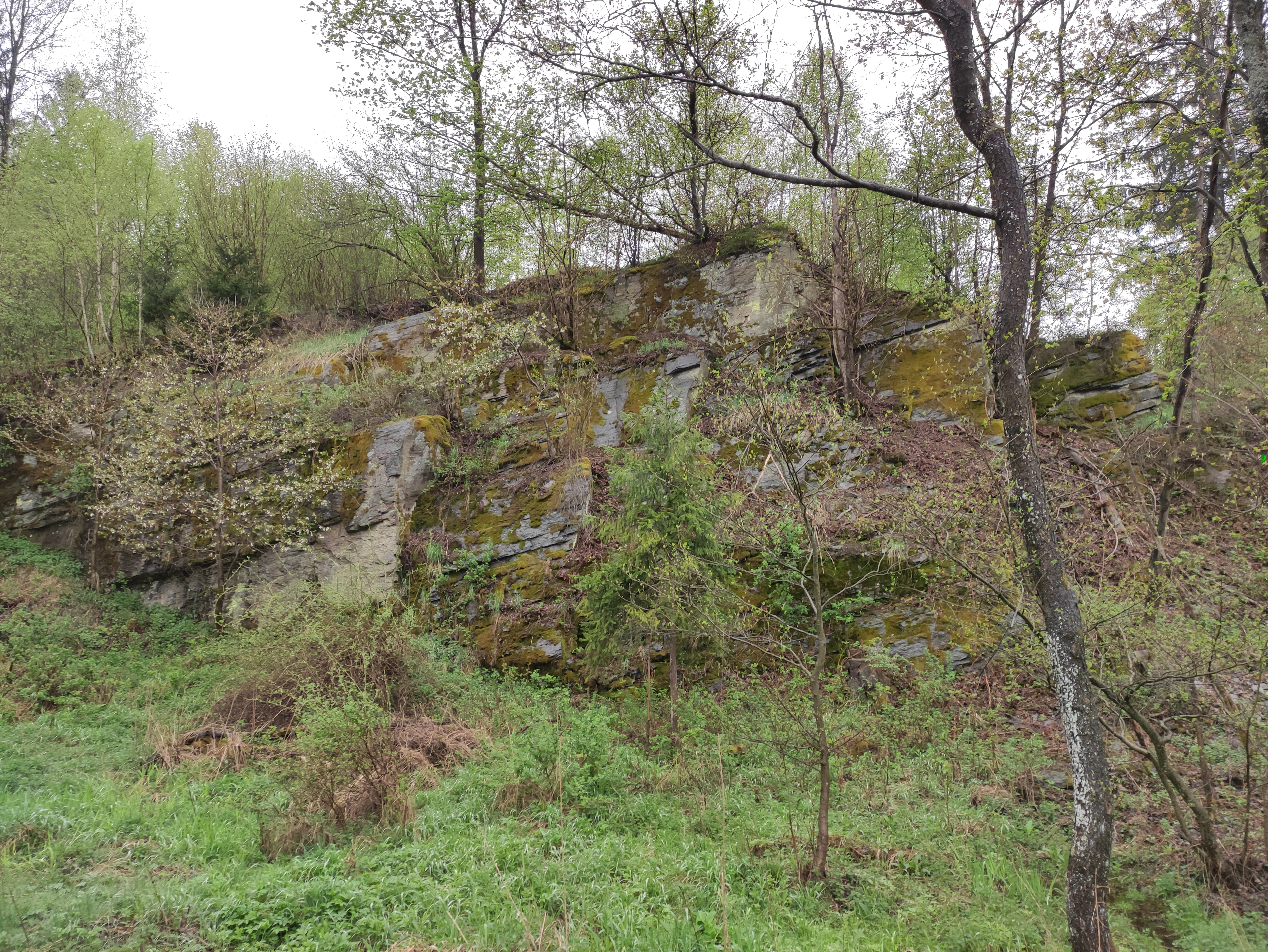
Skála u cesty do Zigartic
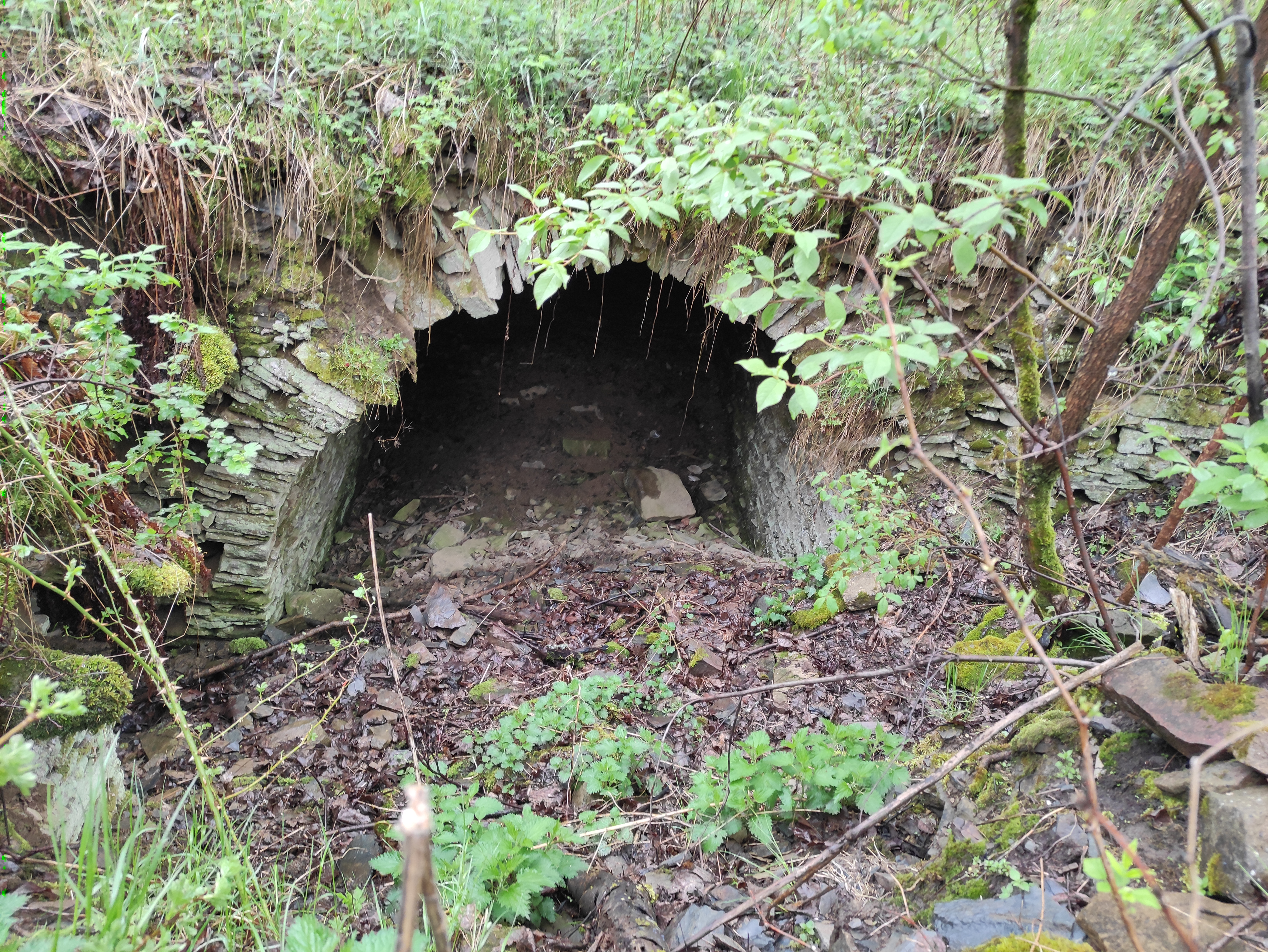
Zigartice
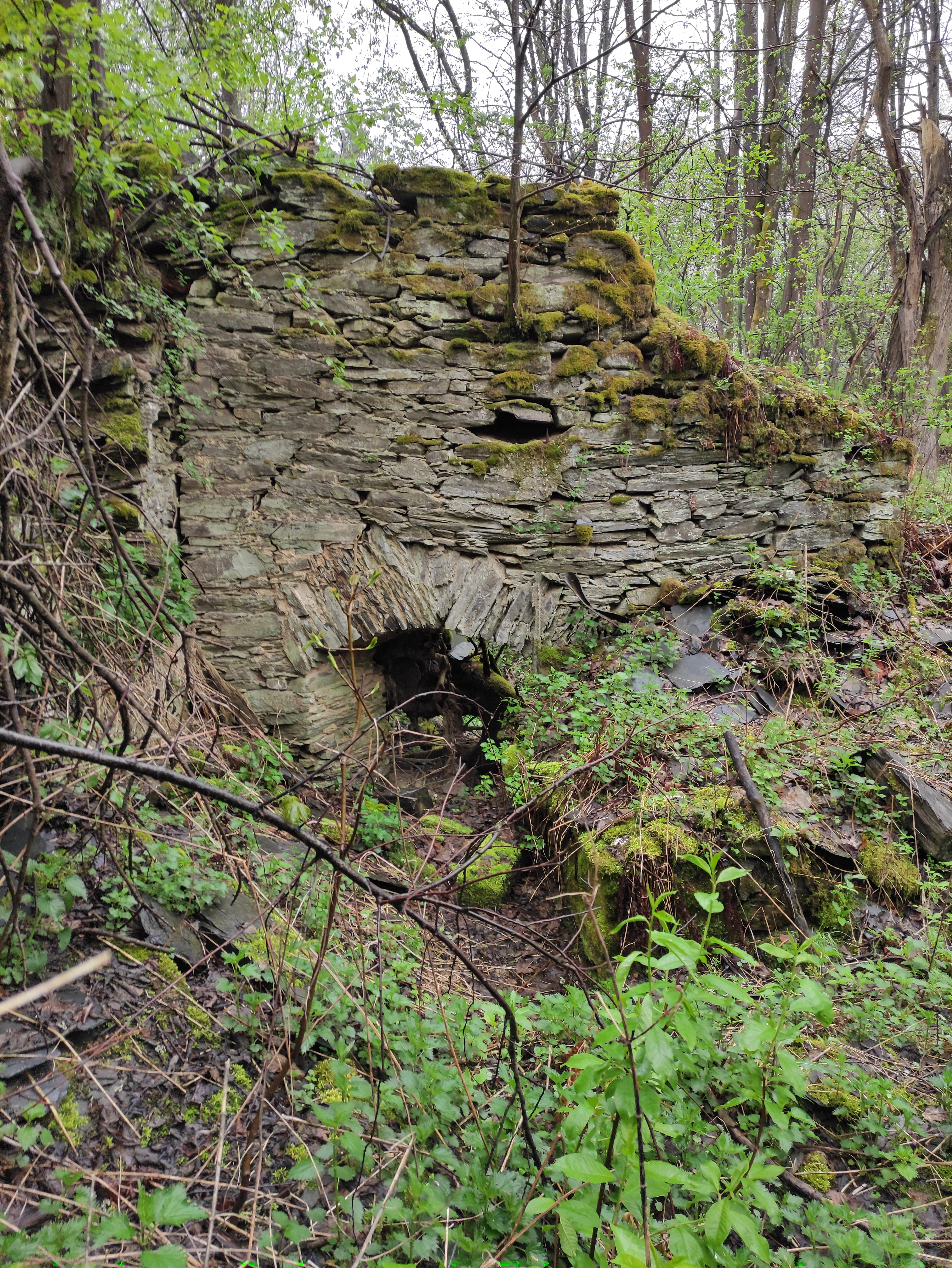
Zigartice
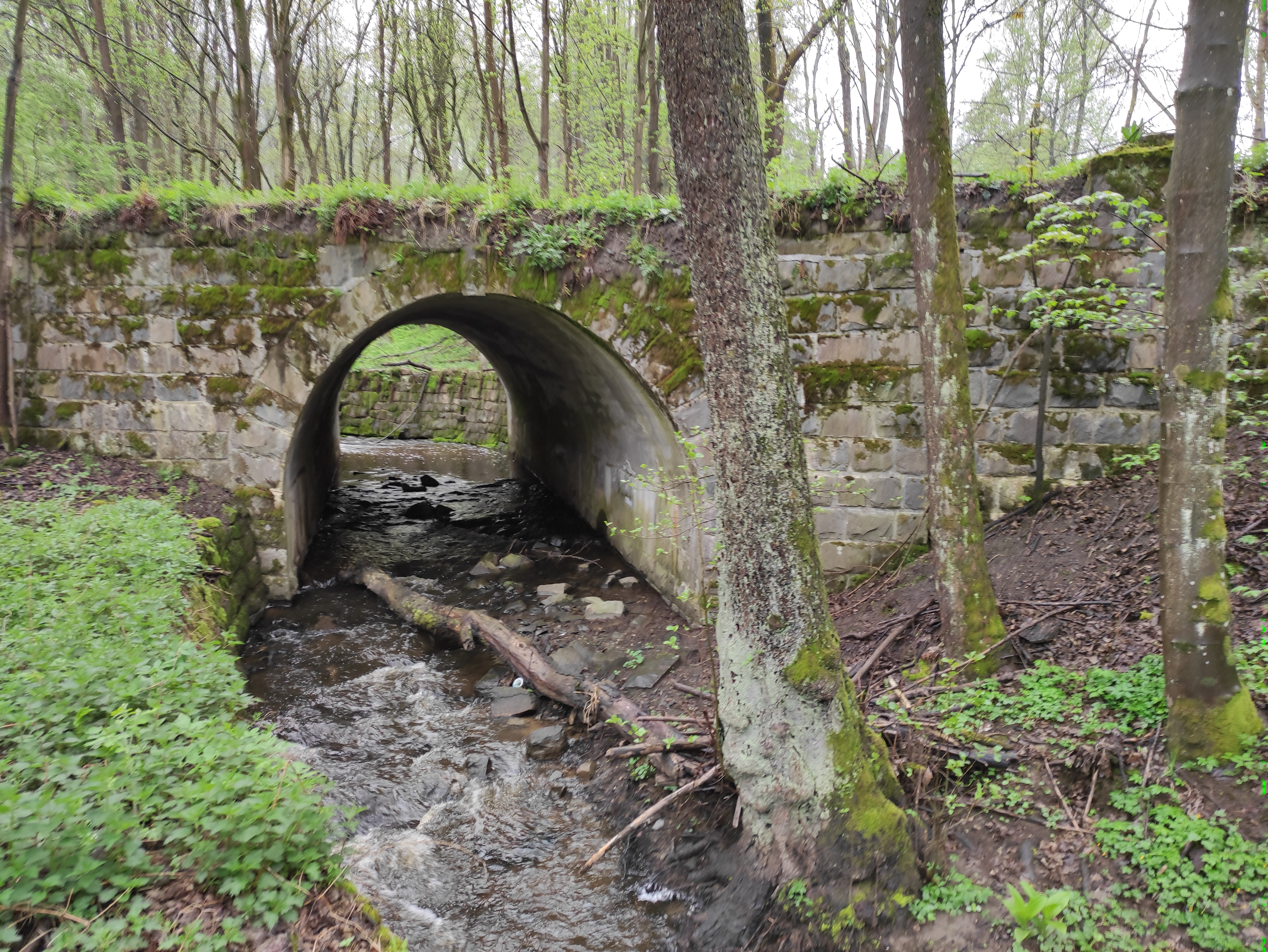
Zigartice, most přes Mastnický potok
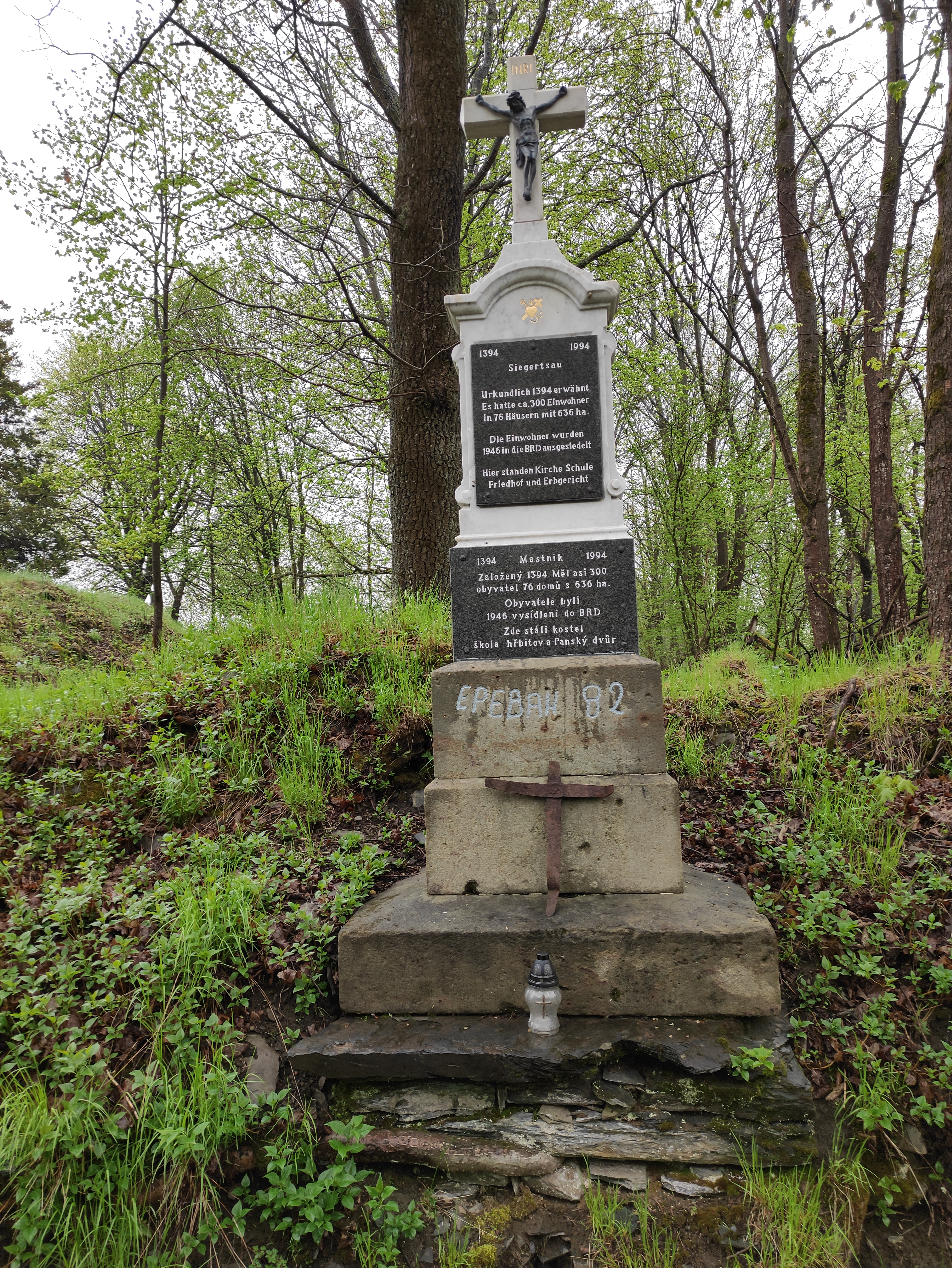
Zigartice, pomník a hřbitov
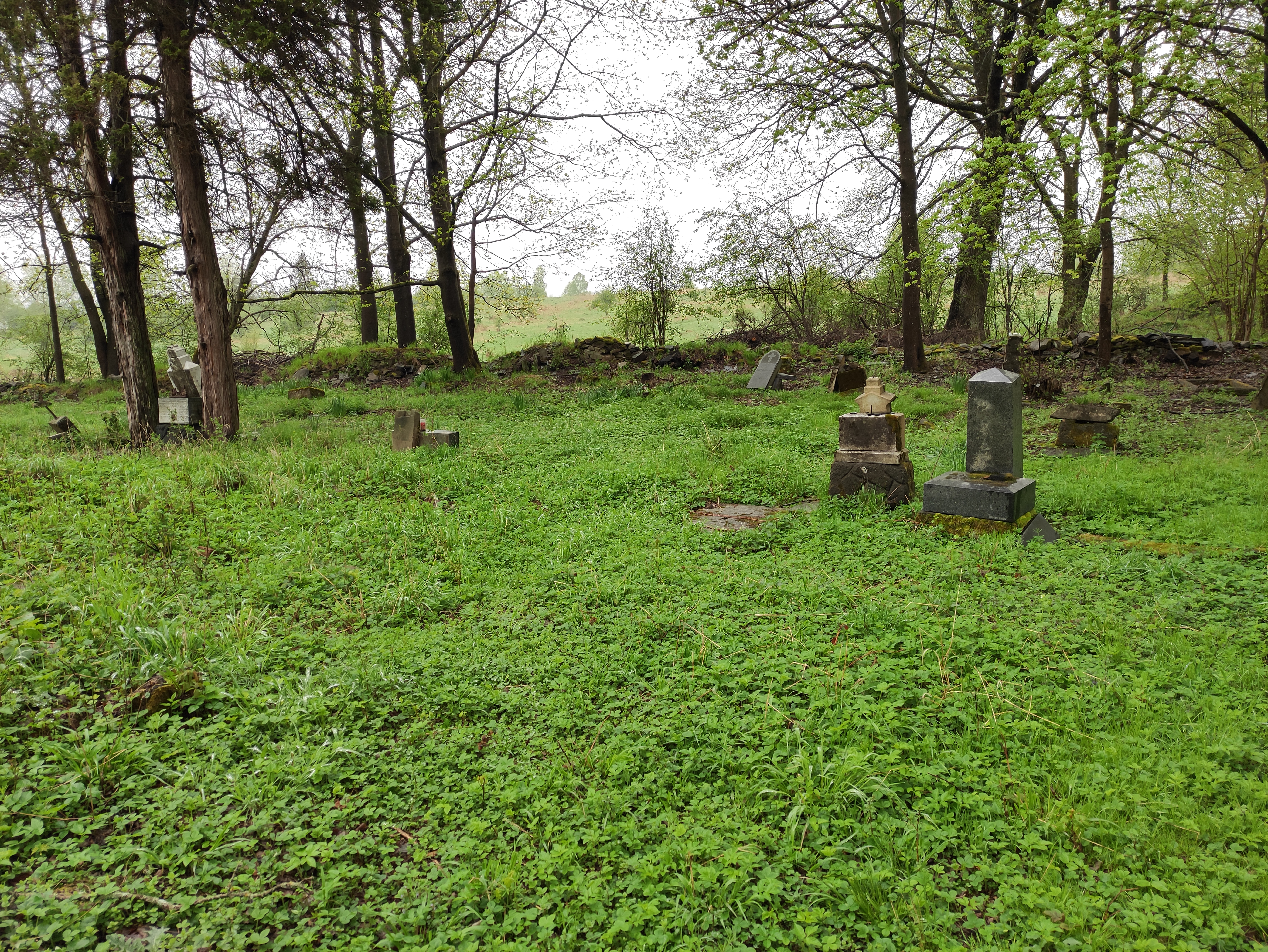
Zigartice, hřbitov
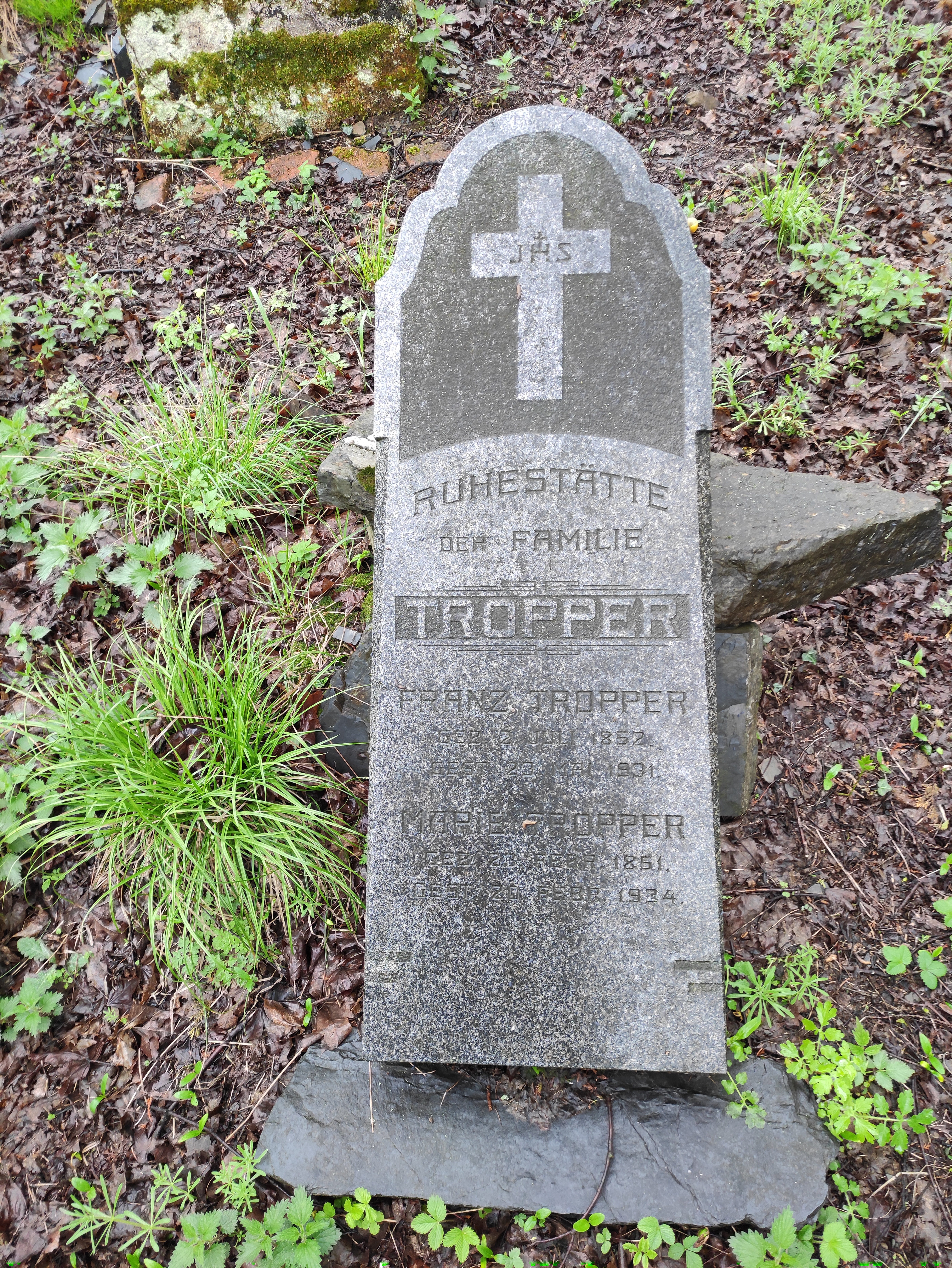
Zigartice, hřbitov